# Agnello (Antico Testamento)
L'Agnello pasquale nell'Antico Testamento è il memoriale, eseguito con il sacrificio di un agnello, della liberazione del popolo di Israele dalla schiavitù d'Egitto. Nel libro dell'Esodo ai capitoli 12,1 - 12,46 è descritta come questa commemorazione deve essere celebrata.
- Il Signore disse a Mosè e ad Aronne nel paese d'Egitto: Questo mese sarà per voi l'inizio dei mesi, sarà per voi il primo mese dell'anno. Parlate a tutta la comunità d'Israele e dite: Il dieci di questo mese ciascuno si procuri un agnello per famiglia, un agnello per casa. Se la famiglia fosse troppo piccola per consumare un agnello, si assocerà al suo vicino, al più prossimo della casa, secondo il numero delle persone; calcolerete come dovrà essere l'agnello secondo quanto ciascuno può mangiare. Il vostro agnello sia senza difetto, maschio, nato nell'anno; potrete sceglierlo tra le pecore o tra le capre e lo custodirete fino al quattordici di questo mese: allora tutta l'assemblea della comunità d'Israele lo immolerà tra i due vespri. Preso un po' del suo sangue, lo porranno sui due stipiti e sull'architrave delle case, in cui lo dovranno mangiare. In quella notte ne mangeranno la carne arrostita al fuoco, la mangeranno con azzimi ed erbe amare. Non lo mangerete crudo, né bollito nell'acqua, ma solo arrostito al fuoco con la testa, le gambe e le viscere. Non ne dovete far avanzare fino al mattino: quello che al mattino sarà avanzato lo brucerete nel fuoco. Ecco in qual modo mangerete: con i fianchi cinti, i sandali ai piedi, il bastone in mano; lo mangerete in fretta. È la pasqua del Signore! In quella notte io passerò nel paese d'Egitto e colpirò ogni primogenito nel paese d'Egitto, uomo o bestia; così farò giustizia di tutti gli dei dell'Egitto. Io sono il Signore! Il sangue sulle vostre case sarà il segno che voi siete dentro: io vedrò il sangue e passerò oltre, non vi sarà per voi flagello di sterminio, quando io colpirò il paese d'Egitto. Questo giorno sarà per voi un memoriale; lo celebrerete come festa del Signore: di generazione in generazione, lo celebrerete con un rito perenne. In una sola casa si mangerà: non ne porterai la carne fuori di casa; non ne spezzerete alcun osso.